# Africaleurodes citri
Africaleurodes citri là một loài côn trùng cánh nửa trong họ Aleyrodidae, phân họ Aleyrodinae.
Africaleurodes citri được Takahashi miêu tả khoa học đầu tiên năm 1932.